# کیم یغیان
کیم شماوونی یغیان (ارمنی: Կիմ Շմավոնի Եղիյան؛  زادهٔ ۱۸ ژوئن ۱۹۳۵) فیزیکدان اهل ارمنستان است.

## زندگی‌نامه
وی در ۱۸ ژوئن ۱۹۳۵ در وارداشن به دنیا آمد و از دانشگاه دولتی ایروان (۱۹۵۷) فارغ‌التحصیل گشت. همچنین برندهٔ جوایزی همچون نشان آنانیا شیراکاتسی (۲۰۰۳) شده است.

## یادداشت
1. ↑  Վարդաշեն
2. ↑  ֆիզիկամաթեմատիկական գիտությունների դոկտոր